# Środa Wielkopolska
Środa Wielkopolska (hasta 1968 Środa; en alemán: Schroda) es una ciudad en el centro-oeste de Polonia, situada en el voivodato de Gran Polonia, a unos 30 kilómetros al sureste de Poznan, con 22 000 habitantes (2009). Es la sede del distrito de Środa Wielkopolska y del municipio de Środa Wielkopolska (un municipio dentro del distrito).

## Historia

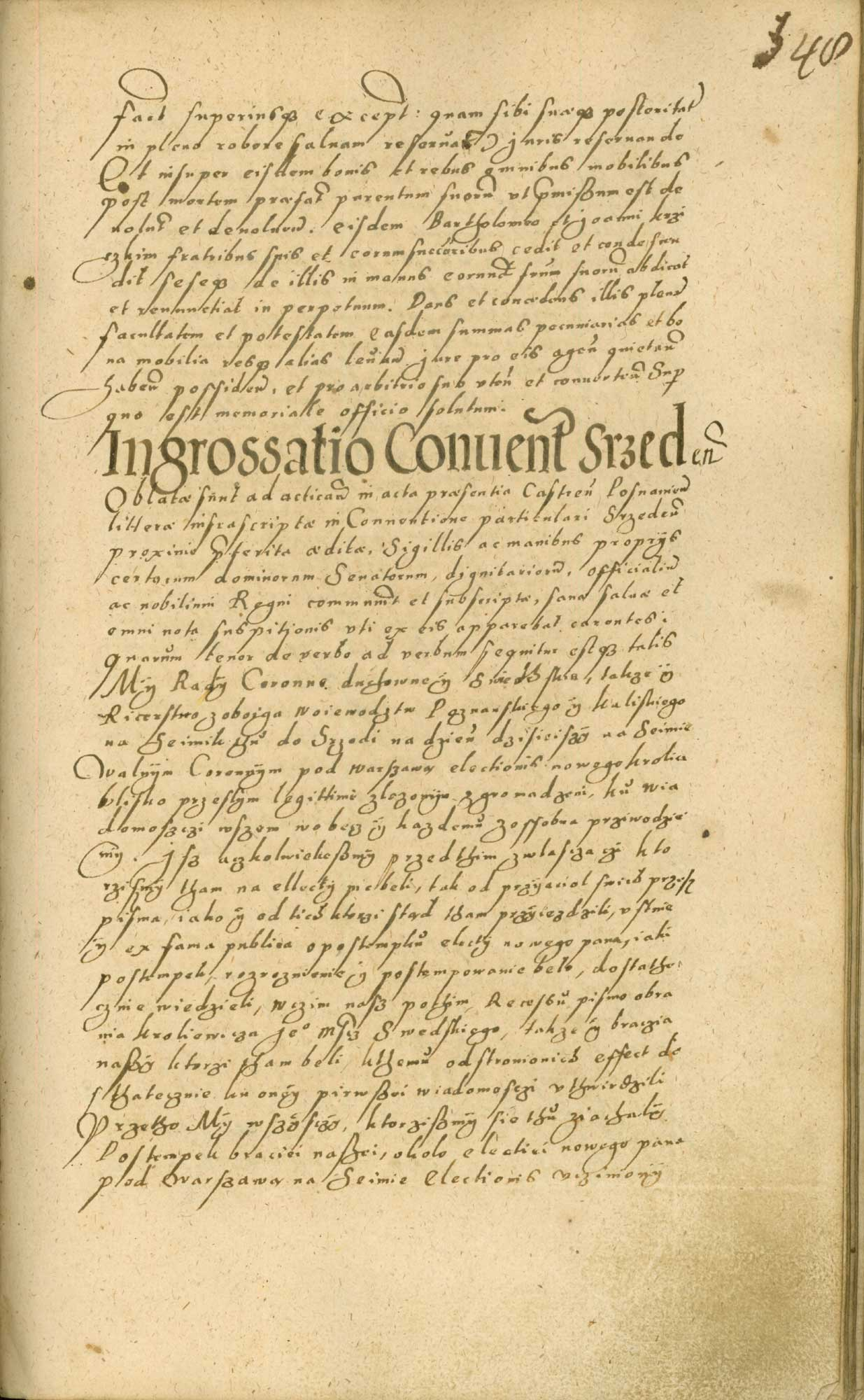
Resolución del sejmik de los voivodados de Poznan y Kalisz en Środa que aprueba la elección de Segismundo III Vasa como rey de Polonia en 1587.

Existía una fortaleza en el sitio en la Edad Media. La mención más antigua conocida de Środa se remonta a 1228. Środa probablemente recibió derechos de ciudad en 1261. Era una ciudad real de la corona polaca, ubicada administrativamente en el voivodato de Kalisz en la provincia de la Gran Polonia de la corona polaca. En 1402-1413, el rey polaco Vladislao II construyó un castillo gótico en Środa. En el siglo XV, Środa era una de las ciudades más grandes de la Gran Polonia, se desarrolló el comercio y la artesanía, y desde 1454 se celebraron en la ciudad los sejmiks (parlamentos regionales) de los voivodatos de Kalisz y Poznan.
En la segunda partición de Polonia en 1793, Prusia anexó la ciudad. En 1807 fue recuperada por los polacos y pasó a formar parte del efímero Gran Ducado de Varsovia. En 1815 fue anexada por Prusia por segunda vez, y desde 1871 también formó parte del Imperio alemán. Fue un centro importante de la resistencia polaca, y durante el levantamiento de la Gran Polonia (1848) se estableció allí el campamento insurgente más grande, dirigido por Augustyn Brzeżański. La ciudad fue restaurada a Polonia en 1919, después de que Polonia recuperara la independencia después de la Primera Guerra Mundial.

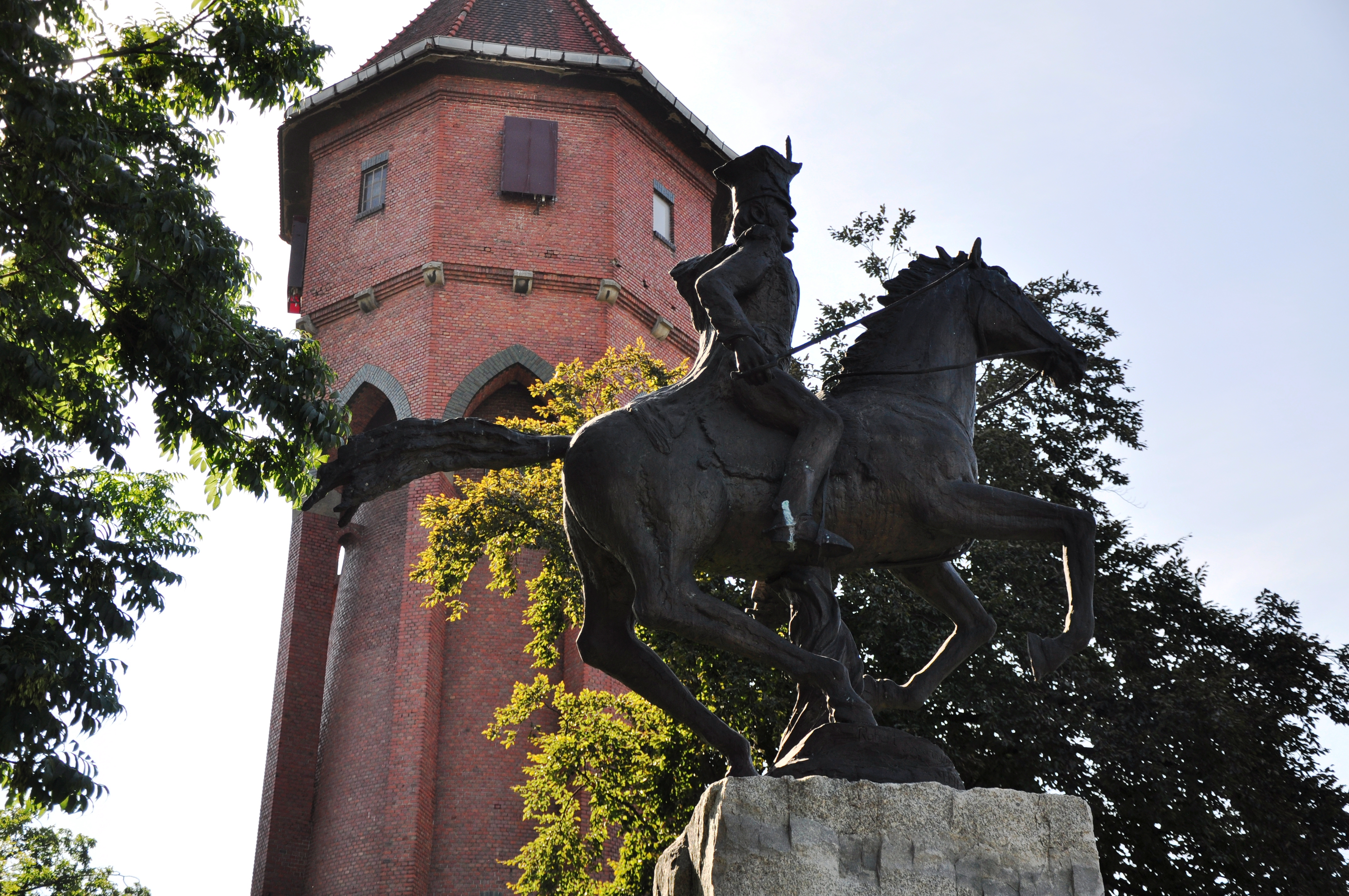
Monumento a Jan Henryk Dąbrowski con una histórica torre de agua al fondo.

Durante la Segunda Guerra Mundial, Środa estuvo bajo ocupación alemana desde septiembre de 1939 hasta enero de 1945. Los polacos fueron objeto de arrestos masivos, expulsiones y masacres. El Einsatzgruppe VI entró en la ciudad después del 12 de septiembre de 1939. Se estableció una prisión para polacos en la ciudad. El 17 de septiembre de 1939, la Gestapo asesinó a 21 polacos de Środa en el pueblo vecino de Kijewo, y el 20 de octubre de 1939, los alemanes llevaron a cabo una ejecución pública de 29 polacos, incluidos maestros, comerciantes, ingenieros, abogados, terratenientes y empleados de correos y bancarios, en la plaza del mercado. Leonard Cybichowski, director de la escuela agrícola local, fue uno de los directores y maestros de escuelas polacas asesinados en el campo de concentración de Dachau. En 1939, los alemanes expulsaron a familias de polacos que fueron asesinados en las masacres o deportados a campos de concentración nazis como parte de la Intelligenzaktion. En 1940, los alemanes expulsaron a los propietarios de tiendas, talleres y casas más grandes, que luego fueron entregadas a los colonos alemanes como parte de la política de Lebensraum. Se llevaron a cabo más expulsiones en febrero de 1941. En 1940 se cerró la iglesia parroquial local.
En 1968, el nombre de la ciudad se cambió a Środa Wielkopolska al agregar el adjetivo Wielkopolska después de la región de la Gran Polonia, dentro de la cual se encuentra, para distinguirla de la ciudad de Środa Śląska en la Baja Silesia. De 1975 a 1998, Środa fue administrativamente parte del antiguo voivodato de Poznan. En 2017 y 2018, los límites de la ciudad se ampliaron al incluir partes de la aldea vecina de Kijewo.

## Personas notables nacidas o criadas en Środa Wielkopolska
- Monika Buczkowska (nacida en 1992), soprano de ópera.
- Klaus von Klitzing (nacido en 1941), físico alemán, ganador del Premio Nobel de Física de 1985.
- Rafał Wieruszewski (nacido en 1981), velocista polaco que se especializa en los 400 metros.